# The International 2019
The International 2019 (TI9) var den nionde upplagan av The International. Turneringen tog plats i Mercedes-Benz Arena, Shanghai. Turneringen arrangerades av Valve och ägde rum mellan den 15-25 augusti 2019.
Segrare i turneringen var det europeiska laget OG som lyckades vinna över internationella Team Liquid och var härmed det första laget inom Dota 2 historia att vinna två TI inklusive successivt. 
Den slutliga prispotten var 34,330,068 dollar, motsvarande ~343,4 miljoner svenska kronor, och är den näst största prispotten någonsin inom e-sport efter nästa upplaga av TI, 2021.

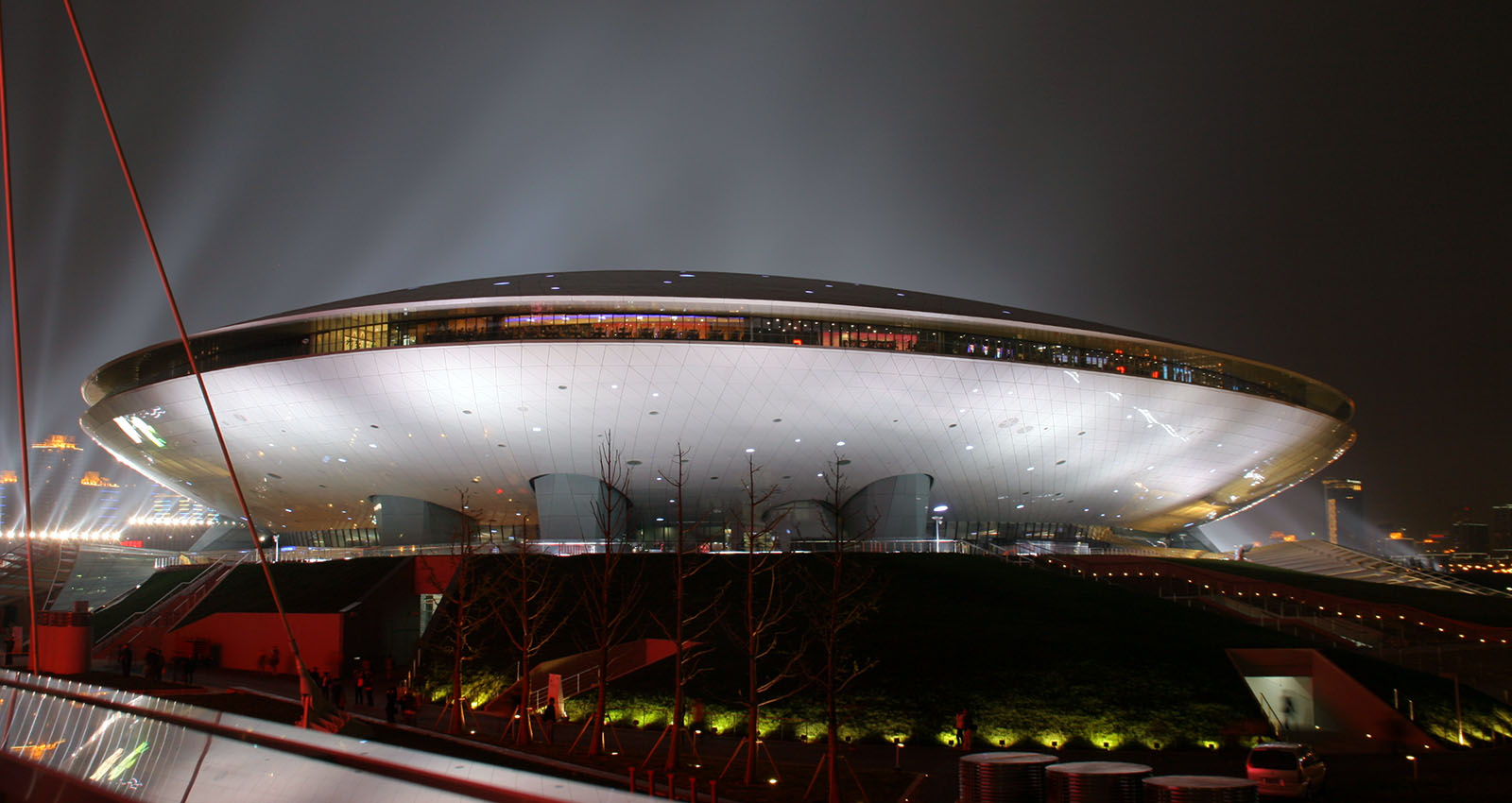
Slutspelen som tog plats i Mercedes-Benz Arena, Shanghai

## Lag
| Inbjudna - OG - Team Secret - Virtus.pro - Vici Gaming - Evil Geniuses - Team Liquid - PSG.LGD - Fnatic - Ninjas in Pyjamas - TNC Predator - Alliance - Keen Gaming | Kvalvinnare - Newbee - Infamous - Chaos Esports Club - Natus Vincere - Royal Never Give Up - Mineski |

## Resultat
| Plats | Lag                         | Prispengar  |
| 1     | OG                          | $15,620,181 |
| 2     | Team Liquid                 | $4,462,908  |
| 3     | PSG.LGD                     | $3,089,706  |
| 4     | Team Secret                 | $2,059,804  |
| 5-6   | Evil Geniuses               | $,201,552   |
| 5-6   | Vici Gaming                 | $,201,552   |
| 7-8   | Royal Never Give Up         | $858,252    |
| 7-8   | Infamous                    | $858,252    |
| 9-12  | Virtus.pro & TNC predator   | $686,602    |
| 9-12  | Newbee & Mineski            | $686,602    |
| 13-16 | Fnatic & Alliance           | $514,951    |
| 13-16 | Keen Gaming & Natus Vincere | $514,951    |
| 17-18 | Chaos Esports Club          | $85,825     |
| 17-18 | Ninjas in Pyjamas           | $85,825     |